# Afrasiab
Afrasiab (o Afrasiyab) és un lloc en ruïnes de l'antiga Samarcanda, l'actual Uzbekistan, que va ser ocupat des del c. 500 aC al 1220 dC abans de la invasió mongola al segle xiii. Les capes més antigues daten de mitjans del primer mil·lenni aC.

## Història
Afrasiab va néixer cap al 750 aC. Fundada com una ciutat oasi a la fèrtil plana del Serafshan i va ser la capital de la província de Sogdia a l'Imperi aquemènida. Aleshores ja estava envoltat per un alt mur amb portes. La ciutat va prosperar gràcies al comerç amb les regions del nord i l'est; l'antiga Ruta de la Seda passava per Samarcanda, i els intercanvis tecnològics i culturals que es produïen al llarg d'aquesta ruta comercial van contribuir significativament a la prosperitat de la ciutat en l'antiguitat.
Afrasiyab és la part més antiga i el lloc en ruïnes de l'antiga i medieval ciutat de Samarcanda. Es trobava en un terreny elevat per motius defensius, al sud d'una vall fluvial i al nord d'una gran zona fèrtil que ara ha passat a formar part de la ciutat de Samarcanda.
L'ocupacio dels territoris d'Afrasiyab va començar als segles VII-VI aC, com el centre de la cultura sogdiana.
Apareix en fonts escrites com Qaḷʿa-ye Afrāsīāb al final del segle xvii i encara que relacionada amb el mític Afrasiyab per la tradició popular, probablement deriva del tadjik parsiab (sobre el riu Negre, o sigui sobre el riu Siab)

## La ciutat
L'àrea d'Afrasiyab cobreix unes 220 hectàrees i el gruix dels estrats arqueològics arriba als 8-12 metres. El poble d'Afrasiyab tenia la forma d'un triangle isòsceles, l'angle base del qual mirava cap al sud. Afrasiyab es va originar al turó natural, que es va tallar per nombrosos buits, i el poble mateix estava envoltat per altes muralles, que ara semblen una gran erecció construïda en argila de 40 metres d'alçada a l'interior. La part més llarga del poble tenia 1,5 quilòmetres d'amplada. L'entrada al poble situada a la part mitjana de la muralla de llevant. A Afrasiyab hi havia torres, la longitud màxima de les quals era de 3,34 quilòmetres, i les restes de les quals es van trobar en alguns llocs de la muralla circumdant.[
L'aigua del poble es generava als canals d'aigua, canonades de terrissa i pous. Per tant, vol dir que una gran part del lloc estava ocupada per embassaments, el més gran dels quals tenia una capacitat de tres mil vuit-cents litres d'aigua i es trobava prop de la paret sud.
S'hi van trobar moltes monedes. Sobre la base d'elles es van determinar diferents dates d'ocupació d'Afrasiyab, feta majoritàriament per Viatkin. Les monedes trobades van pertànyer als sasànides, algunes als Bukhar Khudahs i altres als omeyades i als califes abbàssides. En gran quantitat es van trobar monedes samànides, les menys comunes eren les monedes dels xas de Coràsmia, i les menys freqüents eren les de Karakhanid i Seljúcida. Les monedes de Mongke van ser les últimes monedes trobades. Totes aquestes monedes trobades i investigades mostren que Afrasiyab va estar habitada des del segle iv o V fins al segle xiii.

## Excavacions arqueològiques
Les primeres excavacions arqueològiques es van dur a terme a Afrasiyab a finals del segle xix, per Nikolai Veselovski. A la dècada de 1920, l'arqueòleg Mikhail Evgenievich Masson va excavar àmpliament, que va col·locar artefactes trobats al lloc al museu de Samarcanda. El seu estudi arqueològic va revelar que una vegada s'havia localitzat un palau samànida a Afrasiyab. Es va tornar a excavar activament entre 1960 i 1980. Es va localitzar la ciutat del segle VI o VII aC en el primer nivell una ciutat fortificada amb bon proveïment d'aigua per mitjà d'un canal. Cap al segle IV aC probablement corresponia a l'antiga Maracanda esmentada a l'expedició d'Alexandre el Gran (329-327 aC).
El següent nivell entre el segle iv i el segle I aC, ha aportat molta ceràmica de qualitat amb influències hel·lenístiques i s'han trobat monedes d'Antíoc I Sòter i dels reis Eutidem I i Eucràtides I de Bactriana. Contràriament a allò que s'havia suposat anteriorment, el període kushana va suposar un floriment de la ciutat i no un declivi, i es va construir un aqüeducte i una muralla defensiva; s'han trobat nombrosos objectes datats entre el segle I aC i el segle iii.
El declivi és apreciable en els segles IV i V. Les muralles només rodegen una part de la ciutat i els enterraments es fan a l'antiga muralla; la poteria és de menys qualitat. Al segle vi i VII s'hi va establir la dinastia Ekxídida que va governar Sogdiana i les muralles es van duplicar, amb quatre portes (Bukharà, Xina, Kaš i Nowbahār). El desenvolupament va tornar a la ciutat en tots els aspectes (pintures, terracotes, ceràmiques, talles de fusta, escultures).
El 732 Samarcanda fou conquerida pels àrabs i les muralles foren destruïdes; el temple local va esdevenir una mesquita; la ciutat es va despoblar; la situació no es va redreçar fins al segle ix quan va esdevenir possessió dels samànides; novament es van reconstruir les muralles amb quatre portes (Bukharà, Oriental, Nowbahārān, i Iron) i es va fundar una ciutadella (kohandez), un palau, una presó i altres edificis; l'antic aqüeducte es va posar en servei. És esmentada per diversos viatgers al segle x.
A la meitat del segle xi amb el karakhànida Tamḡač Khan Ebrāhīm (1052-1068) i al començament del segle xiii amb el xa de Coràsmia Muhammad Ala al-Din (1200-1221), es va provar de convertir la ciutat en un centre administratiu, i es van fer construir a l'exterior, al terreny no habitat de šahr-e bīrūn, mentre Afrāsīāb romangué com a centre defensiu. Els karakhànides hi van tenir un palau i també s'hi va construir el mausoleu del kan karakhànida Ibrāhīm ben Ḥasan.
El març del 1220 Samarcanda fou ocupada pels mongols i destruïda. Afrasiab ja no es va recuperar. Al segle xv era esmentada com Bālā Ḥeṣār ("antiga fortalesa").
El 1923 les ruïnes foren posades sota protecció de l'estat i el 1966 declarades reserva arqueològica; es va fundar llavors el Museu d'Afrasiab per les troballes.